# BMW 132
Le BMW 132 est un moteur radial d'avion, qui a été produit par BMW à partir de 1933. C'était la version allemande du Pratt & Whitney R-1690 Hornet américain.

## Variantes
- 132A : 715 ch, 533 kW
- 132Dc : 838 ch, 625 kW
- 132De : 868 ch, 647 kW
- 132J/K : 947 ch, 706 kW
- 132N : 853 ch, 636 kW
- 132T : 720 ch, 537 kW

## Applications
- Arado Ar 196
- Arado Ar 197
- Blohm & Voss Ha 137
- Blohm & Voss Ha 140
- Blohm & Voss BV 142
- Dornier Do 17P
- Fieseler Fi 98
- Focke-Wulf Fw 62
- Focke-Wulf Fw 200 Condor
- Gotha Go 244
- Heinkel He 114
- Heinkel He 115
- Henschel Hs 123
- Henschel Hs 124
- Junkers Ju 160
- Junkers Ju 52
- Junkers Ju 90
- Junkers W 34